# Monastère de l'Assomption d'Eletski
Le monastère de l'Assomption d'Eletski (ukrainien : Єлецький монастир) est une institution religieuse  qui date du XIIIe siècle.

## Historique
Fondé en 1060 par le prince Sviatoslav II, il est ensuite élevé en briques au Xe siècle. Il subit l'invasion mongole, fut détruit en 1239 et fut restauré en 1623 et transféré sous le patronage de l'Église grecque-catholique ukrainienne pendant la république des Deux Nations.
L'édifice est dans le style baroque ukrainien. Catherine II le prive de ses terres et l'état soviétique le ferme en 1921.
Entre 1944 et 1964, il est le siège de l'orchestre philharmonique de Tchernihiv. Restauré en couvent en 1991, il dépend du patriarcat de Moscou qui en fait un monastère féminin sous le vocable de la Sainte Dormition de Yelets.

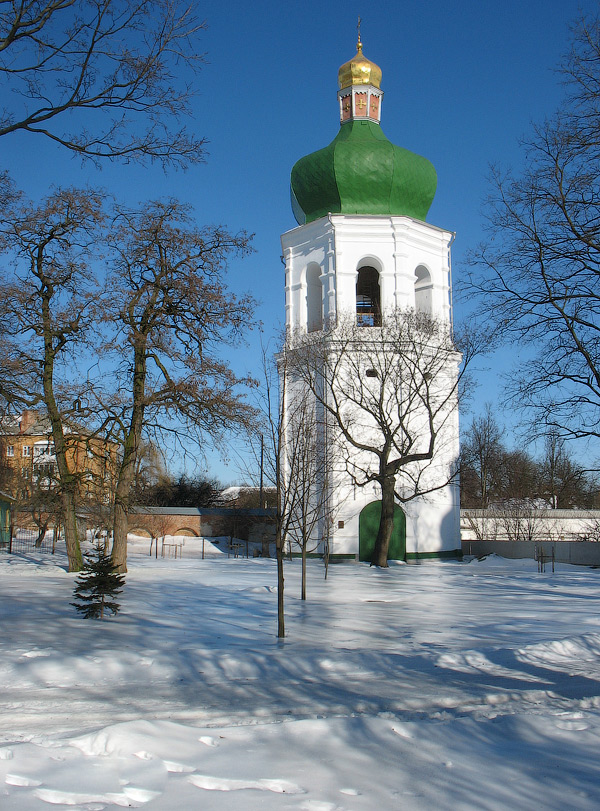
Clocher de la Dormition classé[3].
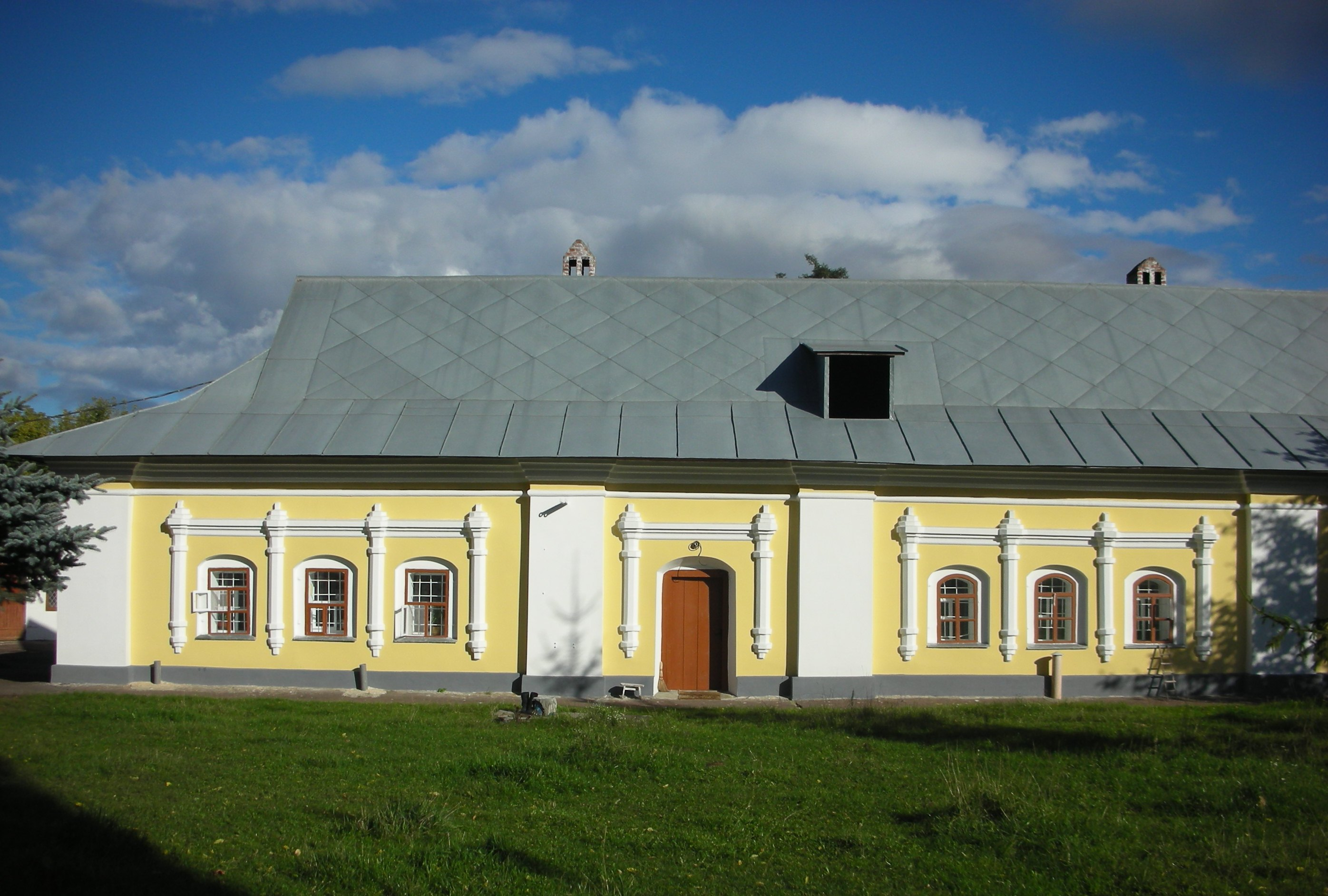
Cellules des moines classées[3].
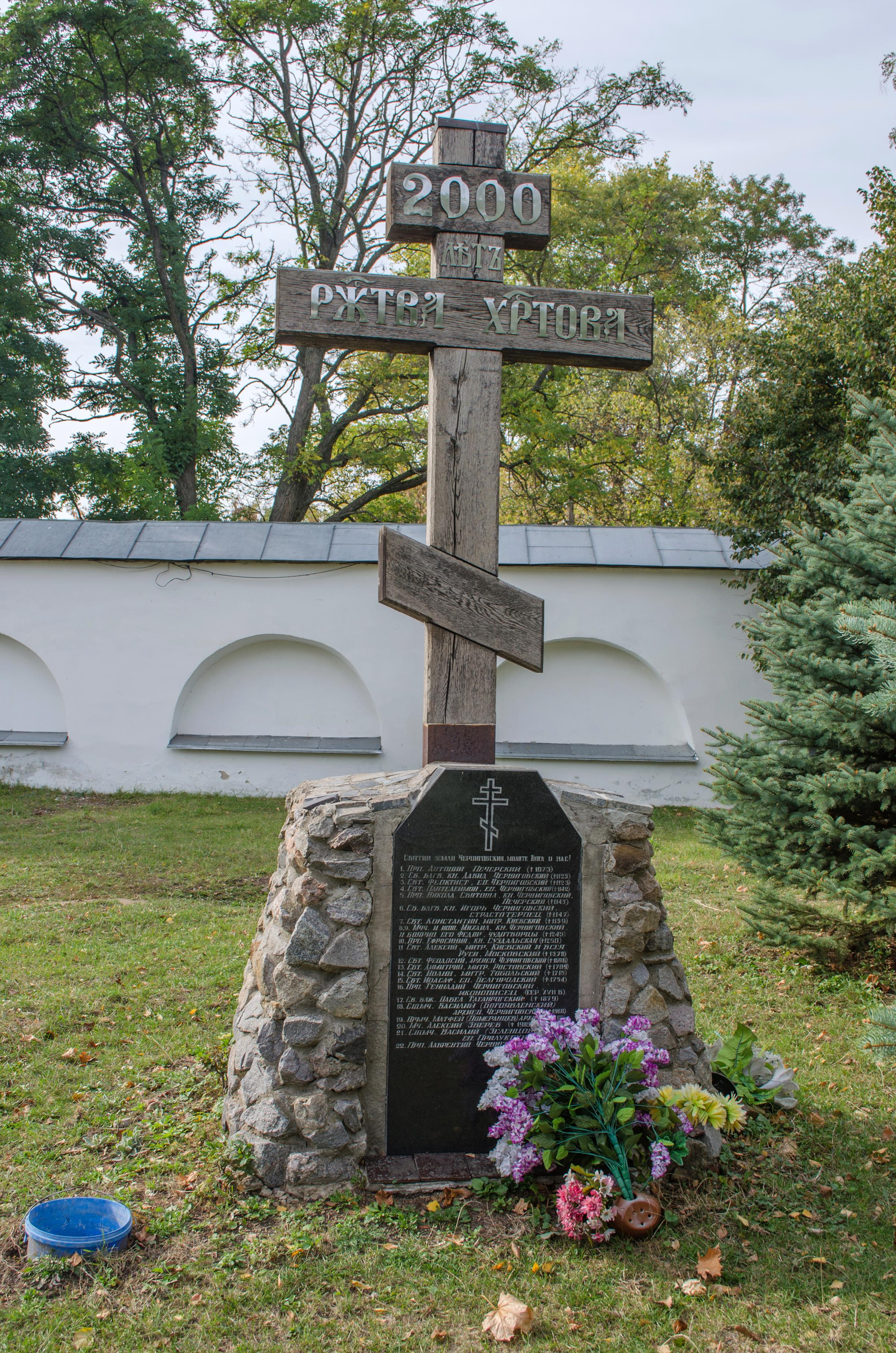
Cimetière classées[4].
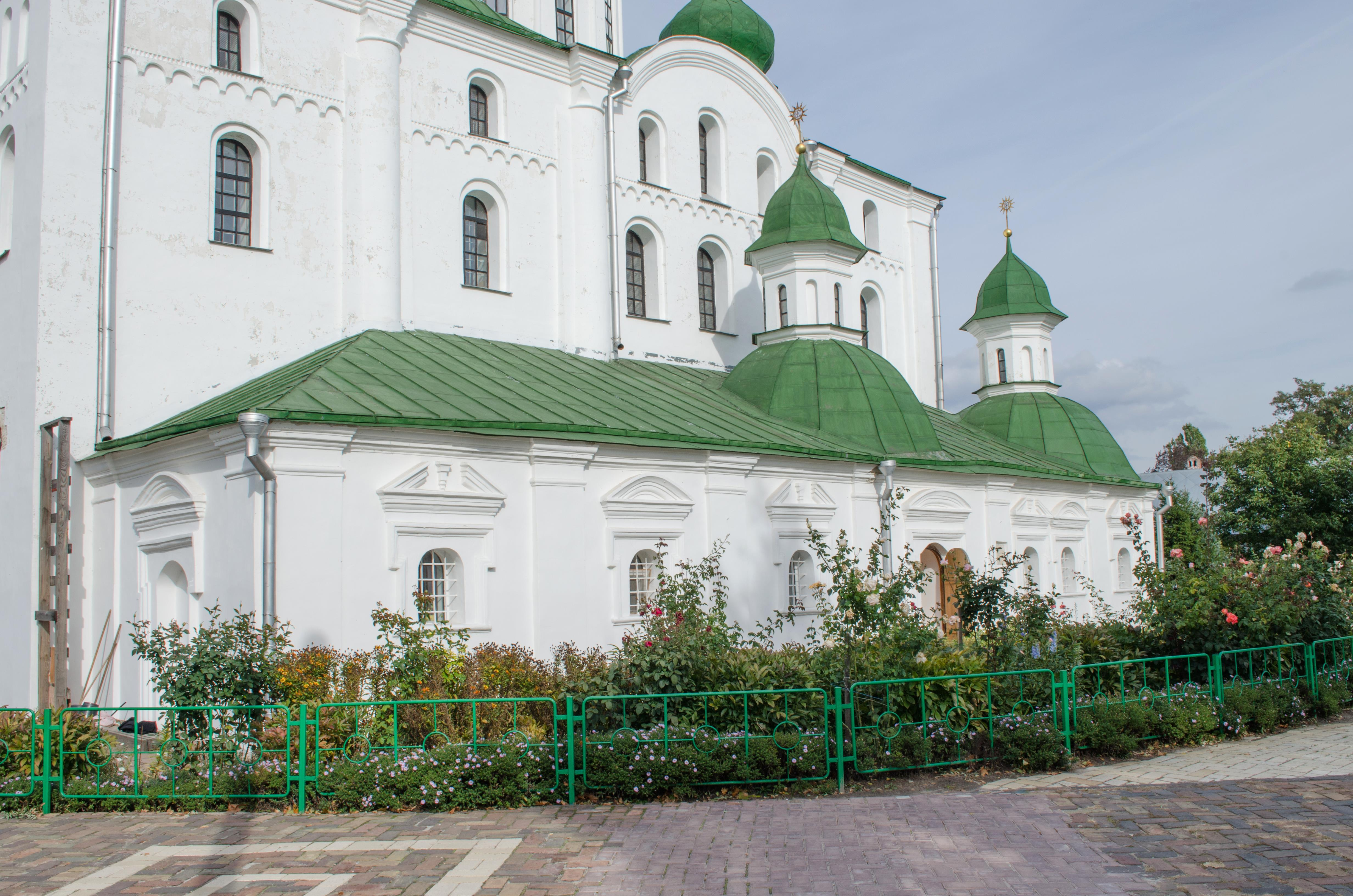
Tombe de Yakiv Lizogoub classées[5].

Fondation : il y a assez peu d'archives sur cette époque mais Antoine Petchersky y aurait séjourné avant de fonder le monastère des Monts Boldina.

### Enceinte

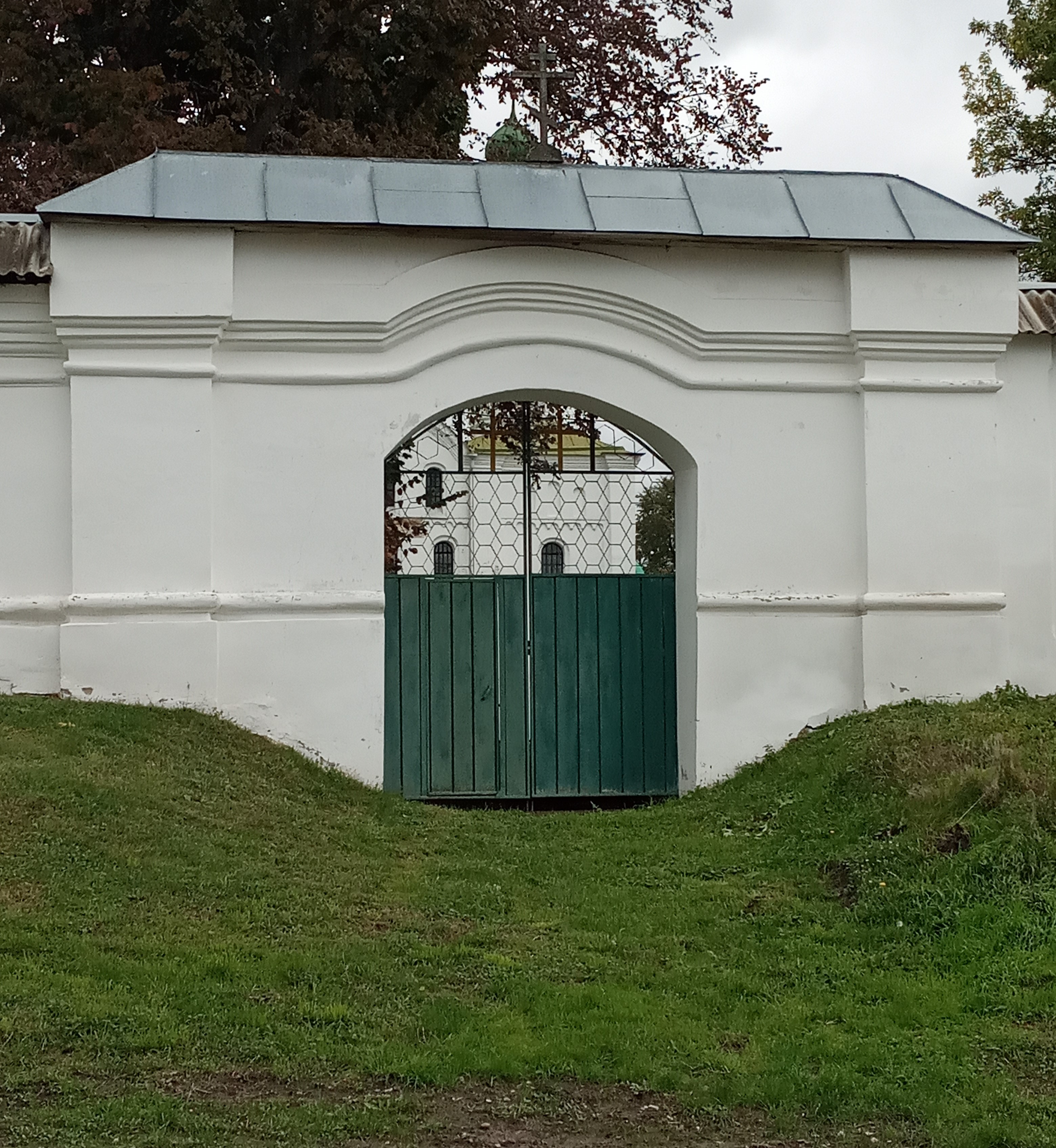
Porte classé[6],
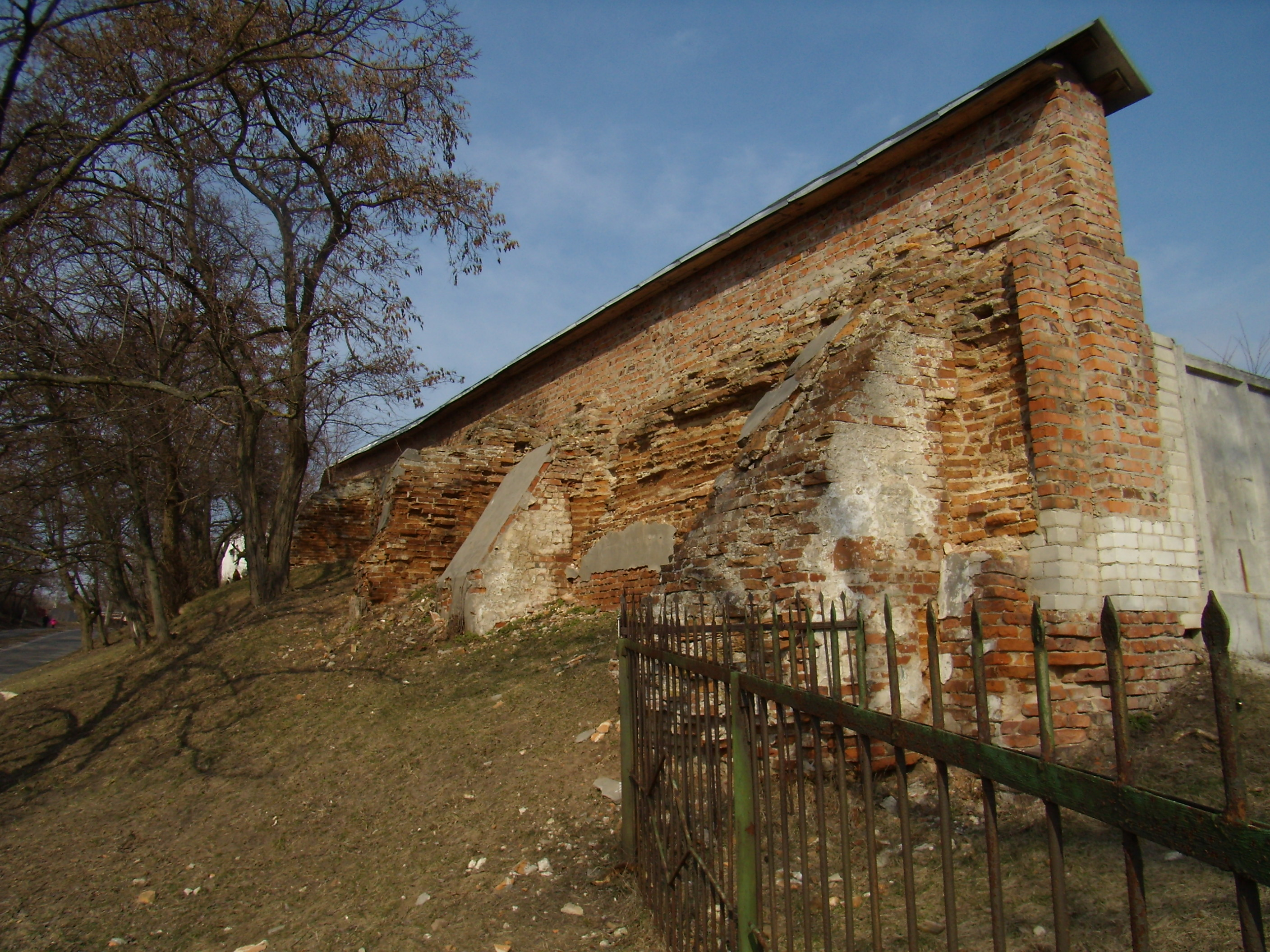
et
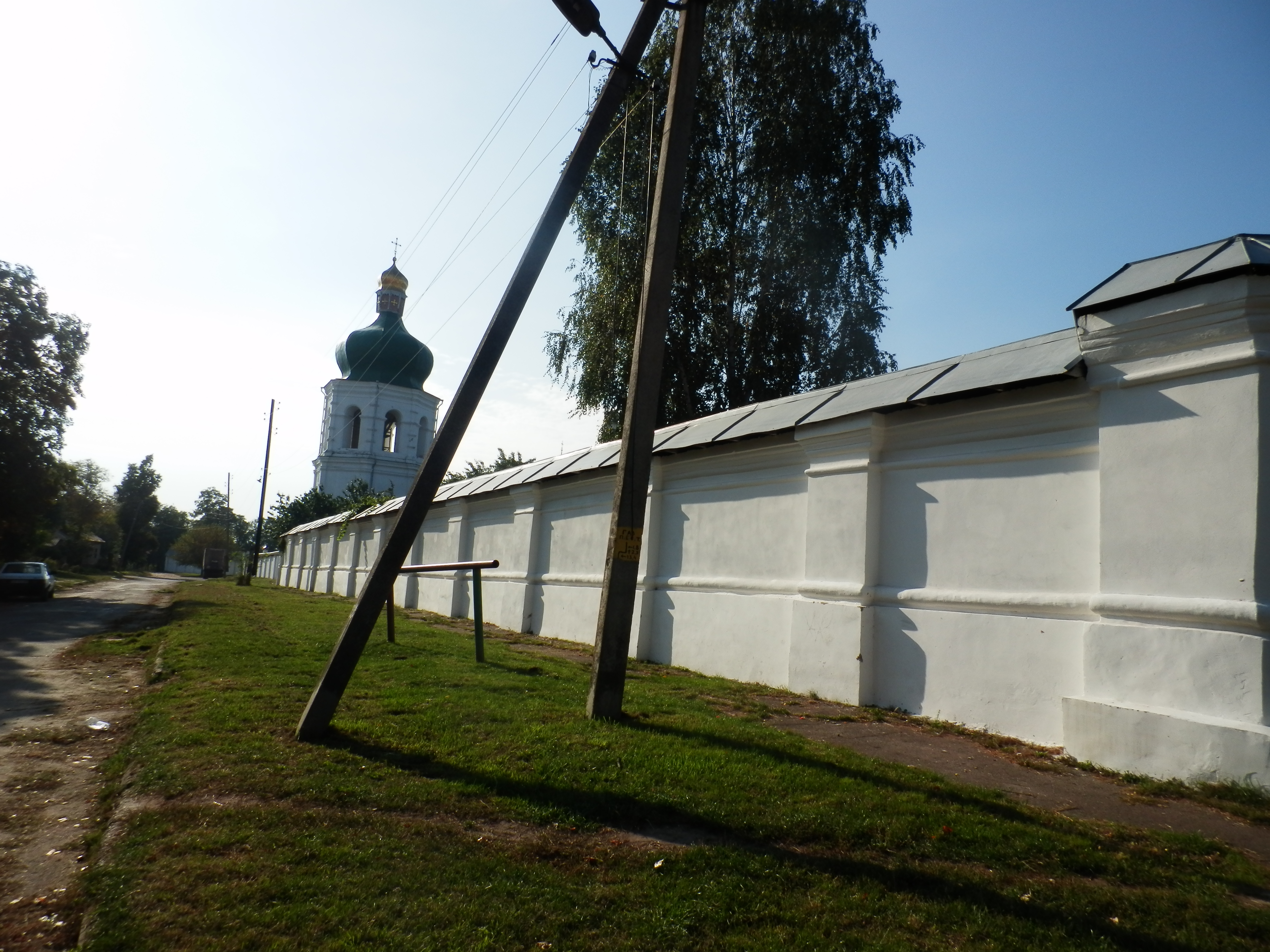
enceinte.

### Sous-sol
Un complexe, exploré par le groupe de spéléologue de Tchernihiv, est formé de cellules, de passages souterrains et différentes chambres en briques et sur plusieurs niveaux. Ce complexe relie le monastère et la cathédrale de l'assomption et l'église Pierre et Paul.

### La tombe du prince noir
Un Kourgane se trouve dans l'enceinte du monastère, au nord, relevé dans les années soixante sur l'emplacement supposé  du dernier prince pré-chrétien de Tchernihiv.

### Supérieurs
Archimandrites :
Liste incomplète :
- en 1688, Théodose de Tchernigov

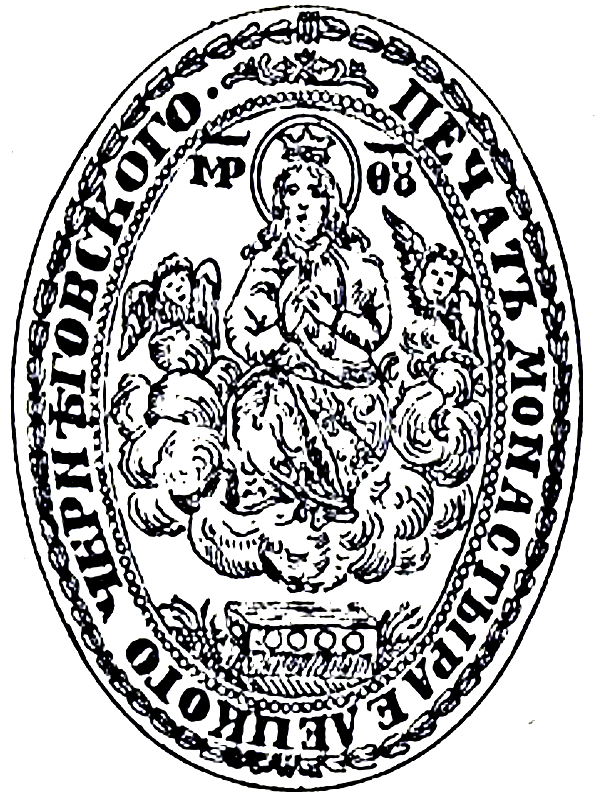
Sceau du monastère de Yelets.

- avant 1688 : Johannique Galatowsky.
- Dimitri de Rostov
- John Maximovitch.
- Lazare Baranovitch.

Abbé uniate :
- 1623 Cyril Tanquillion-Stravrovetsky. C'est à son époque qu'est écrit le premier livre imprimé à Tchenihiv : Perle de grande valeur en 1646.

### Nécropole
De nombreuses personnalité ont souhaité être inhumées au monastère : 
- Le grand duc Vsevolod Svyatoslavovitch Trubchevsky,
- le général Dunin-Borokosky,
- le colonel Leontyï Polubotok,
- le gouverneur Andryï Miloradovitch,
- le colonel Yakiv Lyzogoub.

## L'église Pierre & Paul
Elle est l'église du réfectoire du monastère. Il est du XVIIe siècle, édifié par la volonté de Yoaniki Galyatovsky.

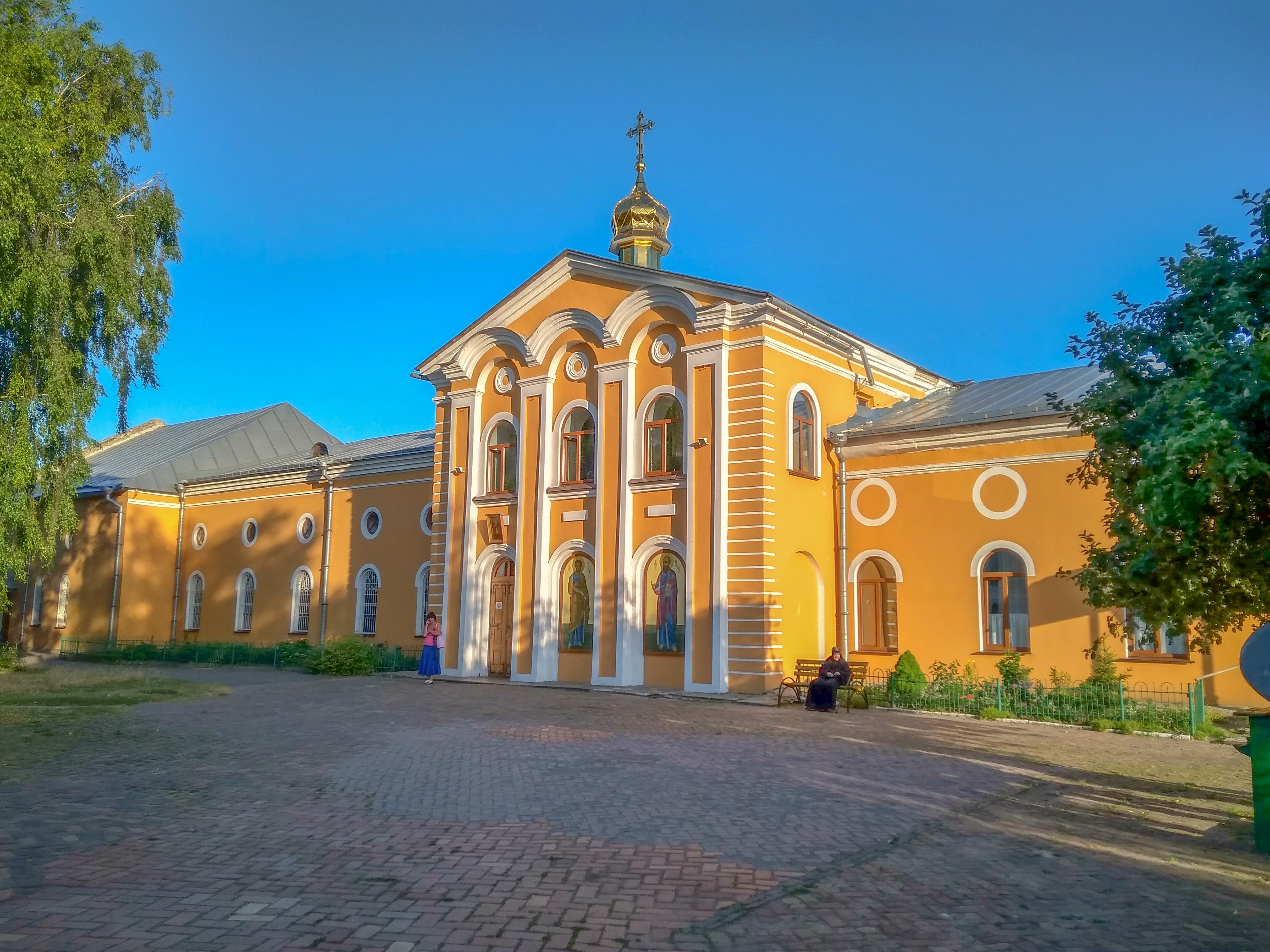
L'église classée.

## La cathédrale

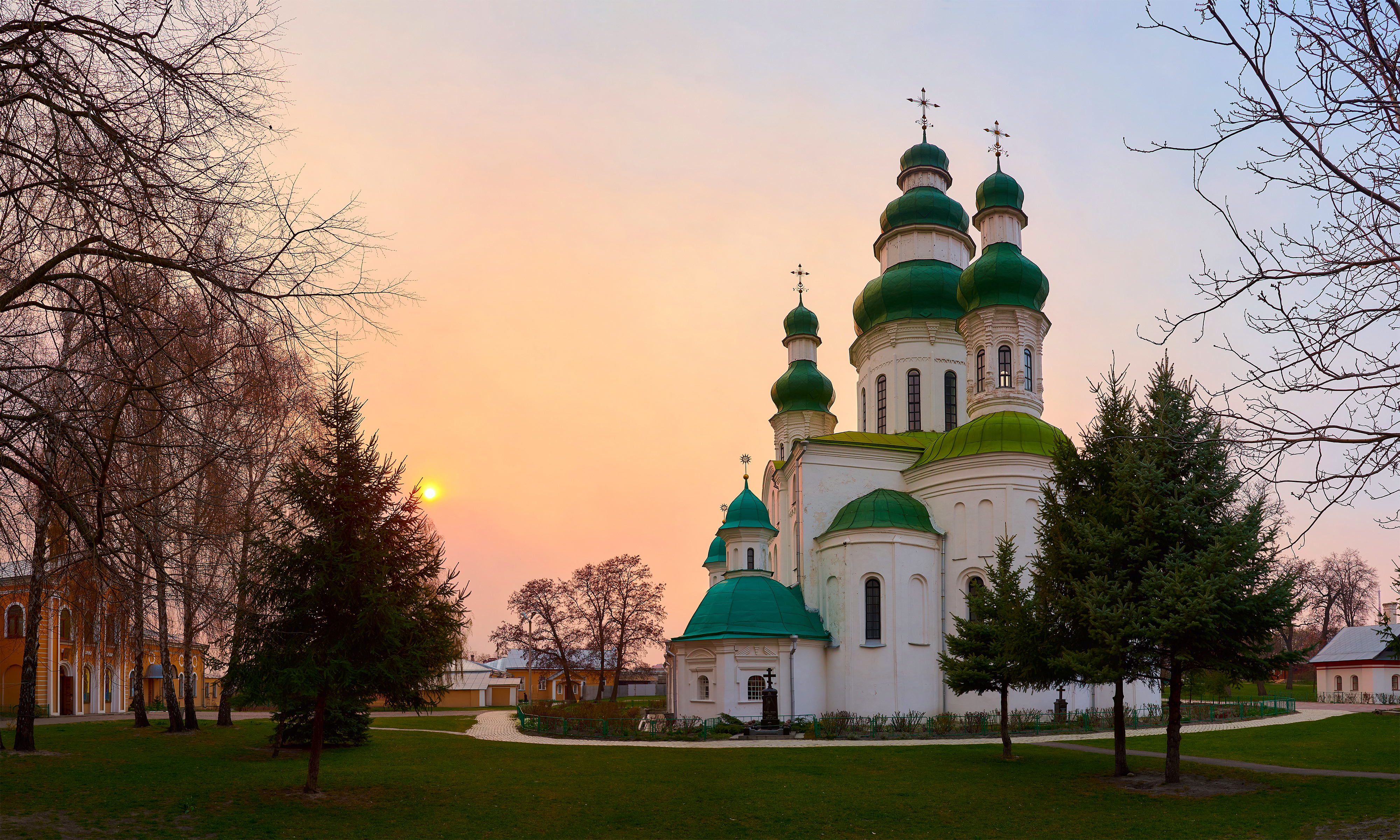
La cathédrale classée.

La cathédrale de l'Assomption de Yelets portée par Oleg Sviatoslavitch (prince de Novgorod).